# 千島列島

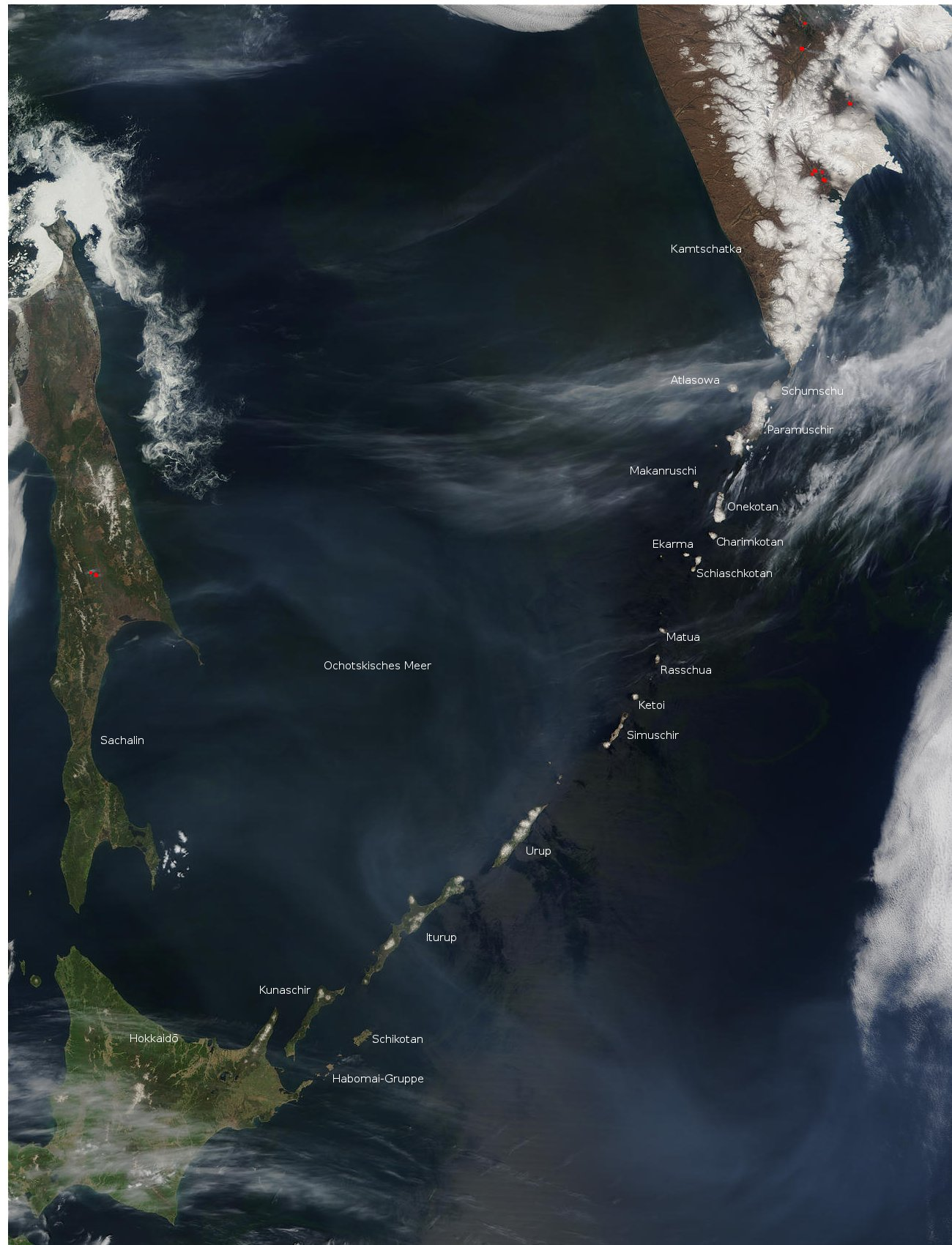
千島列島の衛星写真

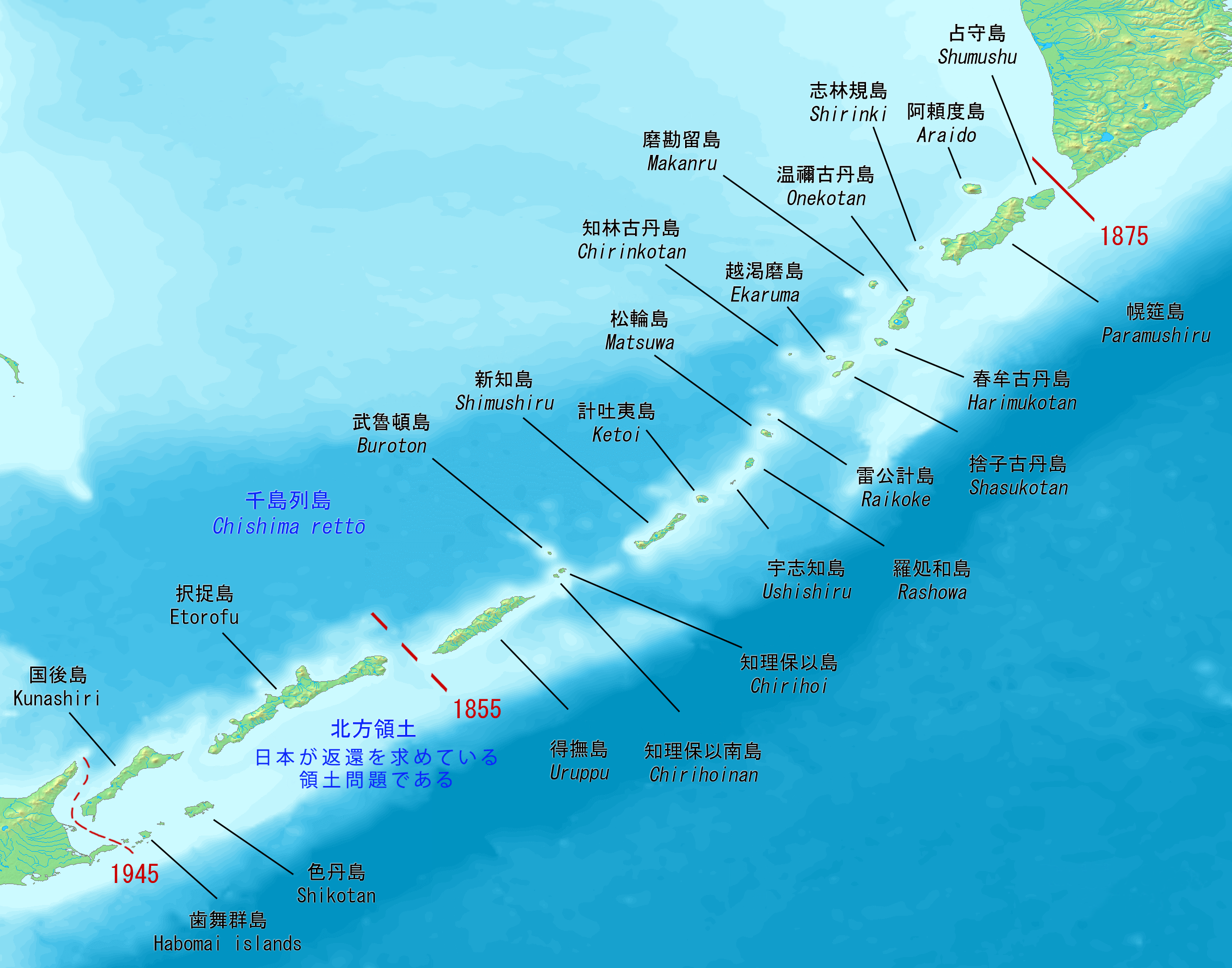
千島列島（日本語名）

根室とカムチャツカ半島の間の島々（日英名）

千島列島（ちしまれっとう）は、北海道の択捉島の北東にある得撫島からカムチャツカ半島の南にある千島海峡までの間に連なる列島であり広義の日本列島。ロシア語ではクリル列島（露: Курильские острова）と呼ばれる。
全島がロシア連邦の実効支配地域であるが、日本政府としては帰属未定地としている。最も北東にあるのが占守島で、そこから南西方向に幌筵島・温禰古丹島・得撫島などの20以上の島々が点在する。
また、得撫島より南西にある択捉島・国後島・色丹島および歯舞群島の4島（いわゆる北方領土）については、ロシア連邦と日本国との間に領土問題（北方領土問題）が存在し、ロシア連邦はこの4島を『千島列島（クリル列島）』に含むとし、不法占拠している。

## 概要
千島列島（クリル列島）は日本の北海道からロシアのカムチャツカ半島までの間に連なり、20以上の島々から構成される。北千島・中部千島・南千島に分けられる。また、小千島列島・大千島列島に分けられる。
島々には火山が多く、冬の寒さは厳しい。周辺の海には魚類が豊富である。
千島列島は海域の境界線になっており、千島列島より北西側の海がオホーツク海、南東側の海が太平洋である。
全島を現在はロシア連邦政府が実効支配しており、極東連邦管区・サハリン州に所属する。

### 範囲
『千島列島』の範囲についてはロシア政府と日本政府との間で解釈が異なる。

#### ロシア政府の解釈
カムチャツカ半島と北海道本島との間にある、占守島から国後島までの25個の島について、ロシア政府の主張では「これらの島々すべてがクリル列島（千島列島）を構成し、ロシアの領土である」とされる。

#### 日本国政府の解釈
最北東にある占守島から南西側にある得撫島までの21個の島について、日本国政府の主張では「これらの島のみが千島列島を構成する。これらの島は帰属未定（どの国の領土でもない）である」とされる。
得撫島よりも南西にある択捉島や国後島などの4つの島について、日本政府の主張では「この4島は千島列島ではなく、また日本の領土である」とされ、いわゆる北方領土問題が起こっている。詳細は後述する。

### 分類
北千島・中部千島・南千島
北東から順に、占守島から志林規島までを「北千島」、磨勘留島から得撫島までを「中部千島」、択捉島以南を「南千島」と呼ぶ。「中部千島」の分類を使わず得撫島以北を「北千島」とする場合もある。なお南千島に色丹島と歯舞群島を含まないこともある。また択捉島と国後島も千島列島に含まないこともあり、この場合は北千島・中部千島・南千島の分類は使われない。
戦前の日本で広く用いられていた分類だが、戦後は北方領土問題との兼ね合いで南千島を北方地域（北方領土、北方四島）と言い換えるようになり、この分類も使われなくなった。
大千島・小千島
色丹島と歯舞群島を千島列島に含む場合、占守島から国後島までを「大千島列島」、色丹島と歯舞群島を「小千島列島」と分類することがある。全千島を実効支配するロシアで特に用いられる分類である。

#### 面積
島々の総面積は、択捉島と国後島を含めた場合には10,355.61km2になる。これは日本の47都道府県と比較すると、岐阜県と同等の面積で、40の都府県よりも大きく東京都と大阪府と愛知県を合わせた面積よりも大きい。

### 千島アイヌと道東アイヌ
列島には古くから主にアイヌなどが居住していたが、さらに列島内でも2つの集団に分かれていた。
北東側の占守島から新知（シムシル）島までは千島アイヌが住む領域であり、一方で南西側の武魯頓（ブロトン）島より南側は道東アイヌが住む領域となっていた。中間地点であった得撫島において、千島アイヌと道東アイヌとの沈黙交易が行われていた。
この地域は大変長大で地域差が大きいことから、特に歴史については、本項でも便宜上、千島アイヌの領域と道東アイヌの領域とを以下のように区分して記述する。
- 千島アイヌの領域 - 占守郡（占守島から牟知列岩まで）、新知郡（雷公計島から新知島まで）
- 道東アイヌの領域 - 得撫郡、北方四島に含まれる択捉島、国後島

## 構成する島の一覧

### 千島アイヌの領域
以下の阿頼度島から新知島までは千島アイヌの領域であり、江戸時代にはチュプカ諸島と呼ばれた。
全領域が1875年の樺太・千島交換条約によって日本領となったが、1945年の第二次世界大戦末期にソビエト連邦に占領され、現在も同国を継承したロシアが実効支配している。
1875年から1945年にかけて日本が統治していた時代には、占守（シュムシュ）郡と新知（シムシル）郡とに区分された。
現在のロシアでは、北クリル市（露: Северо-Курильский городской округ）およびクリル市（露: Курильский городской округ）を構成する。

#### 占守郡
| 日本語名   | ロシア語名                           | 英語名      | 名前の由来となったアイヌ語 | 面積 km2 | 最高標高 m | 北緯   | 東経    |
| ---------- | ------------------------------------ | ----------- | --- | -------- | ---------- | ------ | ------- |
| 阿頼度島   | Атласова (アトラソフ)                | Atlasov     | アウ・ライト（噴火口の内が地獄のようにどろどろに溶けた溶岩の溜池）                                                                             | 150      | 2339       | 50°50' | 155°30' |
| 占守島     | Шумшу (シュムシュ)                   | Shumshu     | シュム・ウシ（南西・<そこに>ある→南西に存在する、或いは南西に入る）」 ※ 諸説あり                                                               | 388      | 189        | 50°45' | 156°20' |
| 幌筵島     | Парамушир (パラムシル)               | Paramushir  | パラ・モシル（広い・島） や ポロ・モシル（大きい・島）など                                                                                     | 2053     | 1816       | 50°30' | 155°40' |
| 志林規島   | Анциферова (アンツィフェロヴァ)      | Antsiferov  | シ・リン・キ（甚だ・波・所→ひどく波立つ所） | 7        | 747        | 50°12' | 154°58' |
| 磨勘留島   | Маканруши (マカンルシ)               | Makanrushi  | 「温禰古丹島の後ろにあって、潮の中に立つ島」の意とする説がある。                                                                               | 49       | 1171       | 49°45' | 154°25' |
| 温禰古丹島 | Онекотан (オネコタン)                | Onekotan    | オンネ・コタン（大きな・村→大きな村） | 425      | 1324       | 49°25' | 154°45' |
| 春牟古丹島 | Харимкотан (ハリムコタン)            | Kharimkotan | ハリム・コタン（オオウバユリ・村→オオウバユリの多い所）」 ハル・オマ・コタン（オオウバユリの鱗茎・そこにある・村→ オオウバユリがそこにある村） | 68       | 1157       | 49°05' | 154°30' |
| 越渇磨島   | Экарма (エカルマ)                    | Ekarma      | エカリ・マ・ウシ（安全な船着場の多い所） | 30       | 1170       | 48°55' | 153°55' |
| 知林古丹島 | Чиринкотан (チリンコタン)            | Chirinkotan | チリン・コタン（汚れた波＜泥流＞・村）→泥流に呑まれた村」                                                                                      | 6        | 742        | 48°58' | 153°30' |
| 捨子古丹島 | Шиашкотан (シアシュコタン)           | Shiashkotan | シャク・コタン（夏の・村）や シャシ・コタン（昆布・村）など諸説あり                                                                            | 122      | 934        | 48°50' | 154°05' |
| 牟知列岩   | Скалы Ловушки (スカルラ・ロヴシュキ) |             | モシリ（島) |          |            |        |         |
| 合計・平均 |                                      |             | | 3298     | 1041.9     |        |         |

#### 新知郡
| 日本語名 | ロシア語名            | 英語名   | 名前の由来とされるアイヌ語                                                                                          | 面積 km2 | 最高標高 m | 北緯   | 東経    |
| -------- | --------------------- | -------- | --- | -------- | ---------- | ------ | ------- |
| 雷公計島 | Райкоке (ライコケ)    | Raikoke  | ライ・コツ・ケ（地獄・穴、又は噴火口・所→地獄穴の所）」                                                             | 4,6      | 551        | 48°17' | 153°15' |
| 松輪島   | Матуа (マトゥア)      | Matua    | モト・ア（土着の者だ吾々は）（ かつて千島アイヌが千島列島を行き来していた中で、本島に土着したアイヌ人が存在した。） | 52       | 1446       | 48°05' | 153°10' |
| 羅処和島 | Расшуа (ラスシュア)   | Rasshua  | ルシ・オ・ア（毛皮が・そこに・豊富にある）など諸説あり                                                              | 67       | 948        | 47°45' | 153°00' |
| 摺手岩   | Среднего (スレドネワ) | Srednego | ロシア語の「スレドネワ（Среднего／間の、中間の）」が変化したとされる                                                |          | 36         |        |         |
| 宇志知島 | Ушишир (ウシシル)     | Ushishir | ウセイ・シル（温泉・大地→温泉のある大地）                                                                           | 5        | 401        | 47°30' | 152°50' |
| 計吐夷島 | Кетой (ケトイ)        | Ketoy    | ケウ・トイ（骸骨・悪い）                                                                                            | 73       | 1172       | 47°20' | 152°30' |
| 新知島   | Симушир (シムシル)    | Simushir | シ・モシリ（大きい・島→大きい島）                                                                                   | 353      | 1539       | 47°00' | 151°55' |

### メナシクル（道東アイヌ）の領域
以下の島々はメナシクル（道東アイヌ）の領域であった。
そのうち武魯頓（ブロトン）島から得撫（ウルップ）島は1875年の樺太・千島交換条約によって日本領となったが、1945年の第二次世界大戦末期にソビエト連邦に占領され、現在も同国を継承したロシアが実効支配している。
日本が統治していた時代には、その4島に得撫郡を設置していた。
現在のロシアでは、クリル市に所属する。

#### 得撫郡
| 日本語名           | ロシア語名                        | 英語名        | 名前の由来となったアイヌ語 | 面積 km2 | 最高標高 m | 北緯   | 東経    |
| ------------------ | --------------------------------- | ------------- | --- | -------- | ---------- | ------ | ------- |
| 武魯頓島           | Броутона (ブロウトナ)             | Broutona      | | 7        | 800        | 46°43' | 150°45' |
| 知理保以島（北島） | Чирпой (チルポイ)                 | Chirpoy       | チリ・オ・イ（小鳥・そこに沢山いる・所→小鳥がそこに沢山いる所）」 北島と南島は、千島アイヌにはそれぞれ レプンモシリ、ヤンケモシリ と呼ばれていた。 | 21       | 691        | 46°30' | 150°55' |
| 知理保以南島       | Брат Чирпоев (ブラト・チルポエフ) | Brat Chirpoev | チリ・オ・イ（小鳥・そこに沢山いる・所→小鳥がそこに沢山いる所）」 北島と南島は、千島アイヌにはそれぞれ レプンモシリ、ヤンケモシリ と呼ばれていた。 | 16       | 749        | 46°28' | 150°50' |
| 得撫島             | Уруп (ウループ)                   | Urup          | ウルプ（紅鱒） | 1450     | 1426       | 45°50' | 149°55' |

#### 択捉島以南
択捉島およびそれより南側の国後島、色丹島、歯舞群島の4島は、1855年の日露和親条約によって日本領となった。
1945年からソビエト連邦およびロシアの実効支配が続いているが、日本も領有権を主張している。
なお、日本政府は「これら4島は千島列島ではない」と主張している が、便宜上、4島も本節に併記する。
現在のロシアでは、4島のうち択捉島のみがクリル市に属し、国後島・色丹島・歯舞群島は南クリル市（露: Южно-Курильский городской округ）を構成する。
| 日本語名 | ロシア語名                             | 英語名             | 名前の由来となったアイヌ語 | 面積 km2 | 最高標高 m | 北緯   | 東経    |
| -------- | -------------------------------------- | ------------------ | --- | -------- | ---------- | ------ | ------- |
| 択捉島   | Итуруп (イトゥルップ)                  | Iturup             | エトゥ・オロ・プ（岬の・ある・所）                                                                                                   | 3200     | 1634       | 44°50' | 147°50' |
| 国後島   | Кунашир (クナシル)                     | Kunashir           | クンネ・シリ（黒い・島→黒い島）または キナ・シリ または キナ・シル（草の・島→草の島） （どちらが本当の由来かははっきりとしていない） | 1490     | 1822       | 44°05' | 146°00' |
| 色丹島   | Шикотан (シュカタン)                   | Shikotan           | シ・コタン（大きな村） | 250      | 413m       | 43°50' | 146°45' |
| 歯舞群島 | Острова Хабомай (アストラバ・ハボマイ) | Habomai / Khabomai | | 97       | 45m        | 43°30' | 146°05' |

#### 歯舞群島を構成する島々
「歯舞群島」とは7つの大小の島の総称であるが、それら全体で「1つの島」と数えられることが多い。その内訳を記す。
| 日本語名 | ロシア語名                    | 英語名     | 名前の由来となったアイヌ語                                      | 面積 km2    | 最高標高 m | 北緯        | 東経 |
| -------- | ----------------------------- | ---------- | --------------------------------------------------------------- | ----------- | ---------- | ----------- | ---- |
| 海馬島   | Осколки (アスコルキ)          | Oskolki    |                                                                 | 0.15        | 38         | 43°34'      |      |
| 多楽島   | Полонского (パロンスキー)     | Polonskogo | トララ・ウク（皮紐・取る→皮紐を取る島）                         | 11.69       | 25         | 43°37'40"   |      |
| 志発島   | Зелёный (ゼリョーヌイ)        | Zelyony    | シペ・オッ（鮭・群在する所）                                    | 58.3        | 45         | 43°29'40    |      |
| 勇留島   | Юрий (ユーリ)                 | Yuri       | ユウロ（それの鵜がたくさんいる→鵜の島） または ウリル（鵜の島） | 10          | 44         | 43°25'11"   |      |
| 秋勇留島 | Анучина (アヌーチナ)          | Anuchina   | アキ・ユリ（弟・勇留→勇留の弟）                                 | 5           | 33         | 43°21'59.1" |      |
| 水晶島   | Танфильева (タンフィーリエフ) | Tanfilyeva | シ・ショウ（大きい・裸岩）                                      | 21          | 15         |             |      |
| 貝殻島   | Сигнальный (シグナリヌイ)     | Signalny   | カイ・カ・ラ・イ（波の・上面・低い・もの＜岩礁＞）              | - (0.00001) | 2.5        |             |      |

## 地理

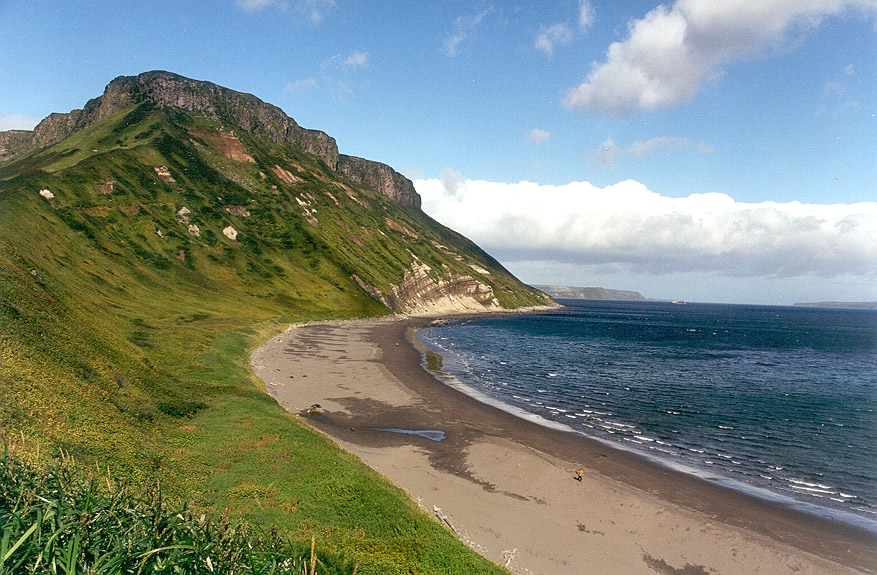
千島列島の島々の夏の典型的な風景

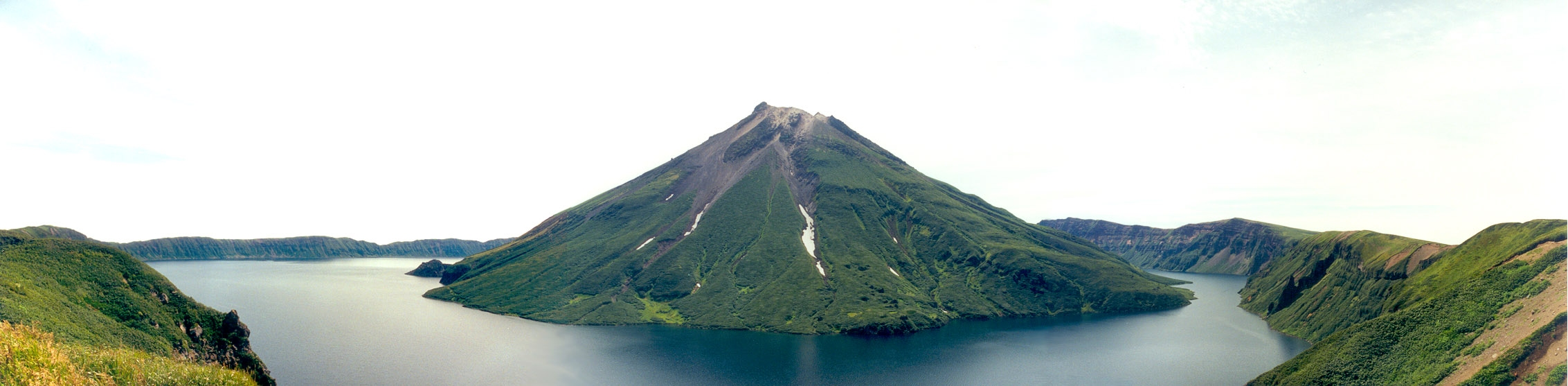
温禰古丹島の黒岩山と幽仙湖カルデラ

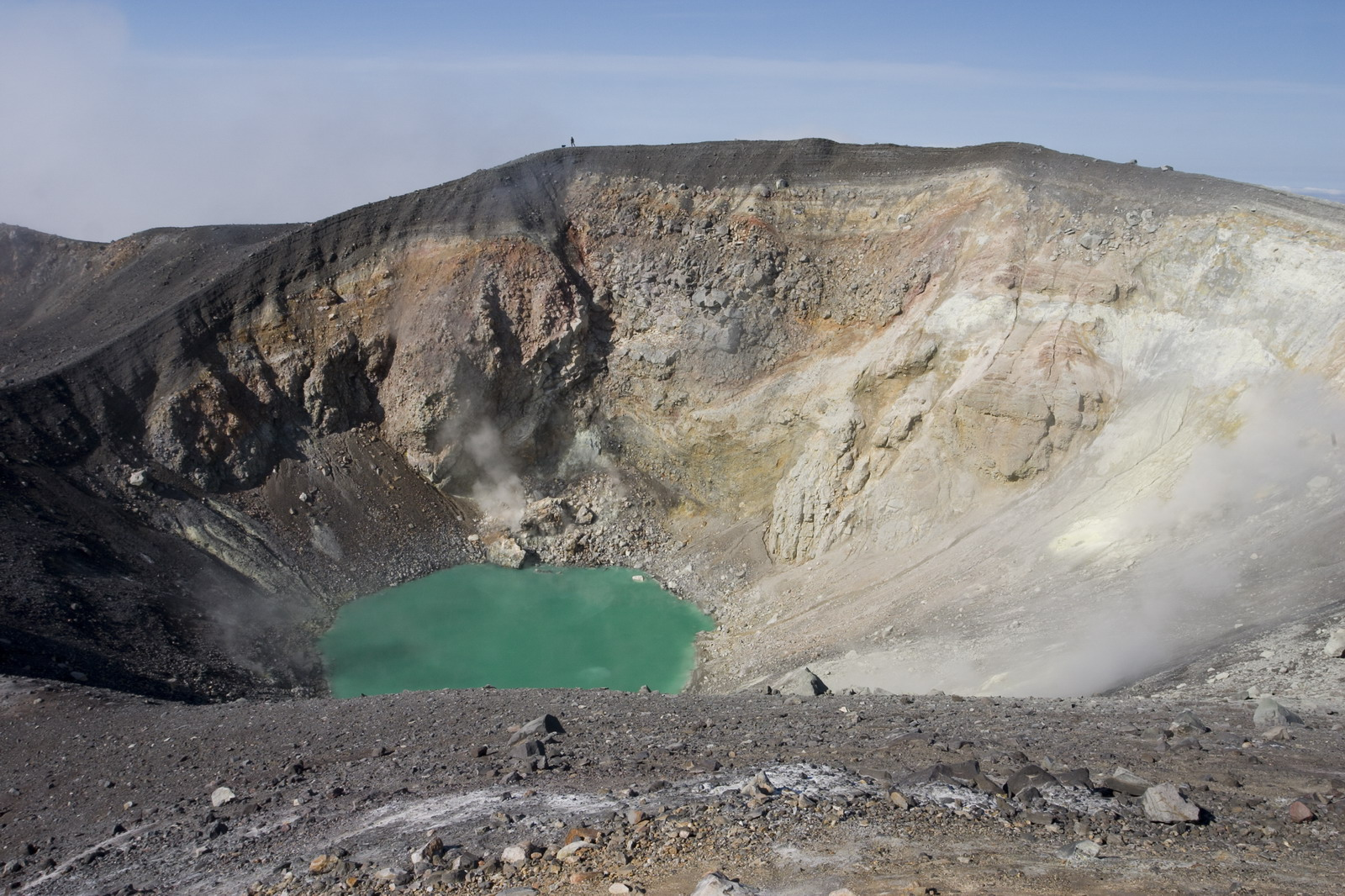
幌筵島の火山・千島硫黄山（エベコ山）の火口

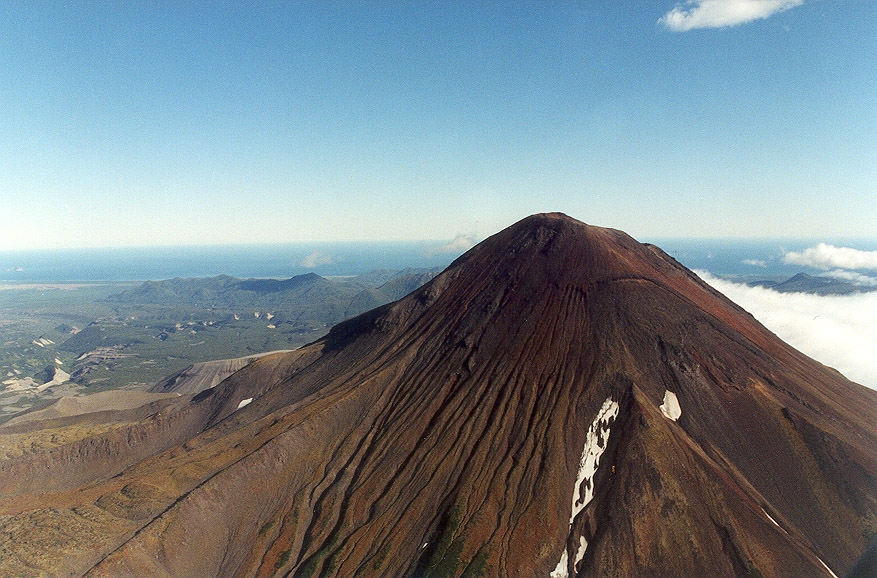
千島列島には活発な火山が多い

### プレート活動

#### 火山
千島列島は環太平洋火山帯の一部をなす火山列島であり、今でも多くの島が活発に火山活動を起こしている。これらの島々は北アメリカプレートの下に太平洋プレートがもぐりこんだ結果生じた成層火山の頂上にあたる。
2006年（平成18年）3月分のNEWTONには詳細な図が書かれており、成層火山の頂上が北海道本島にぶつかったものが現在の知床半島とされる。

#### 地震
プレートのもぐりこみにより、列島の200km東方沖に千島海溝ができている。
地震も頻繁に起こり、2006年（平成18年）11月15日、シムシル島東方沖でマグニチュード7.9の地震が発生した。また、2007年（平成19年）1月13日にも、新知(シムシル)島東方沖でマグニチュード8.2の地震が発生した。

### 気候
千島列島の気候は厳しく、風が強く非常に寒い冬が長く続く。夏は短く、霧がしばしば発生し、山には雪が残ることがある。年平均降水量は760mmから1000mmと多めで、ほとんどは雪である。

### 植生
温帯と亜寒帯にまたがる列島内では植生も異なり、北部ではツンドラ様の植生が、南部では深い針葉樹の森が見られる。境目は択捉島と得撫島の間で、宮部金吾が唱えた分布境界線（宮部線）となる。

### 地形
列島内の最高峰は最北端の島、阿頼度（アライド）島の阿頼度山（または親子場山、阿頼度富士、ロシア名アライト山）で海抜は 2,339m。列島南部の国後島東端にある爺爺岳も 1,822mの高さをもつ。

### 景観
島々の風景は、砂浜、岩の多い海岸、断崖絶壁、流れの速い渓谷と下流では広くなる川、森林と草原、山頂部の荒野やツンドラ、泥炭地、カルデラ湖などが形成されており、手付かずの自然が残る島が多い。

### 土壌
土壌は一般的に肥沃で、火山灰などが周期的に流入することや、海岸部での鳥の糞の堆積などによるものである。しかし険しく不安定な斜面は頻繁に土砂崩れを起こし、新たな火山活動によって裸地が広がっている。

## 生態系

### 海の生物

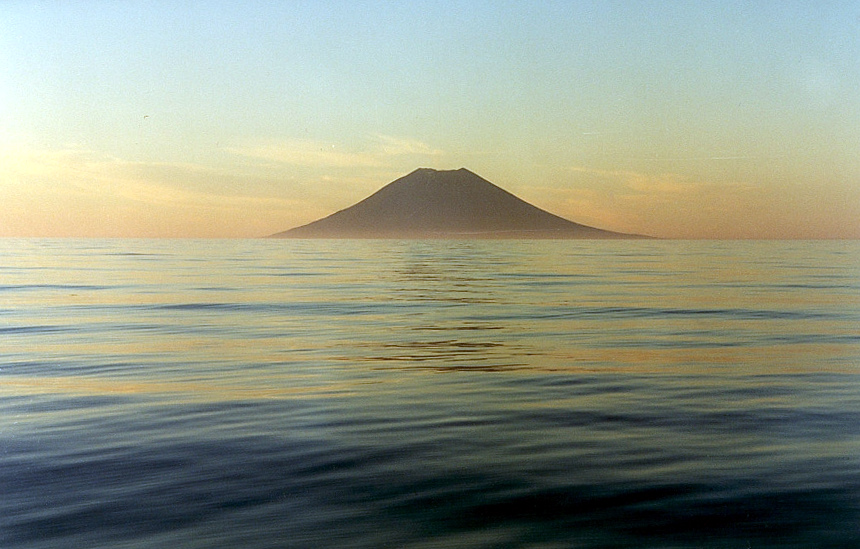
千島列島最北の秀峰・阿頼度島の阿頼度富士（親子場山）

太平洋の大陸棚の縁に位置する海底地形、および海流の影響（オホーツク海内部で、アムール川の運ぶ養分を含んだオホーツク環流と、カムチャツカ半島東岸を流れて千島列島北部から入り込んだ養分豊かな親潮が合流し、これがさらに千島列島から流れ出し親潮と再合流する）により、列島周囲の海水は北太平洋でも最も魚の繁殖に適している。このため、動植物などあらゆる種の海洋生物からなる豊かな生態系が千島列島付近に存在する。
千島列島の島のほとんどの沖合いは巨大な昆布の森に取り囲まれ、イカなどの軟体生物やそれを捕食する魚、それを狙う海鳥など多くの生き物の暮らしの舞台になっている。

#### 魚類
さらに沖合いにはマス、タラ、カレイ、その他商業的価値の高い魚が多く泳いでいる。明治前後から日本の漁民の活動の場となってきたが、1980年代まではイワシが夏には山のように獲れていた。その後イワシは激減し、1993年を最後に水揚げされておらず、千島列島の漁村に打撃を与えている。またサケ類が千島列島の大きな島々で産卵し、周囲で捕獲される。

#### 海獣
海獣にとっての重要な生息地も少なくない。トドやキタオットセイがいくつかの小島に集まり、オホーツク海周辺でも最大の生息地となっており、ニホンアシカも数多く生息していた。
これらの哺乳類はかつてアイヌ人などの捕獲の対象となり、その肉は食料に、皮や骨はさまざまなものの原料（毛皮の服など）になってきた。千島列島への民族集団の広がりも、これらの生物を追っての移住だった可能性もある。
19世紀から20世紀はじめにかけて、キタオットセイは毛皮採取のために乱獲され、例えば雷公計島に19世紀に1万頭いたオットセイは19世紀末には絶滅した。これと対照的に、アシカやトドは商業的狩猟の対象とならず、1960年代以来これらの狩猟の報告はない。 かつて千島列島でも見ることのできたニホンアシカは、魚を捕食することから害獣として駆除された結果、20世紀初めにはほとんど見られなくなり絶滅したとみられている。
ラッコも毛皮貿易のため19世紀に乱獲された。より価値の高いラッコの毛皮を手に入れるため、ロシアの千島列島への勢力拡大が活発になり、日本の権益と衝突する結果になった。ラッコは急速に減少し、20世紀半ば以降ほとんど狩猟が禁止され、徐々に千島列島内での生息地が復活している。
クジラ類も多く、特にナガスクジラやミンククジラ、マッコウクジラ、ツチクジラ、アカボウクジラ、イシイルカ、シャチなどが多く観測されている。また、絶滅の危機に瀕しているセミクジラや2019年に新種として報告されたクロツチクジラの目撃例が近年も比較的に多い。

#### 鳥類
千島列島にはその他、数多くの種の海鳥が生息する。外敵のいない小島では、断崖の上などで多くの鳥が巣をつくり子育てを行っている。

### 陸の生物
千島列島の陸の生態系は、南の北海道本島や樺太、北のカムチャツカ半島などから来た、北アジアと同様の種が構成している。種の多様さにもかかわらず、固有種は少ない。
面積の小ささと地理的孤立により、大型陸上哺乳類はあまり生息していない。キタキツネやホッキョクギツネは1880年代に毛皮交易のため持ち込まれた外来種である。さらに、同じ頃持ち込まれたネズミ目の生物が陸上哺乳類の多くと入れ替わった。
一方で、列島南北の大きな島々にはアカギツネ、テン、ヒグマなどが在来種として生息しており、また南部の大きな島々にはニホンジカ（エゾシカとは見なされていない）もいる。ハヤブサ、ミソサザイ、セキレイなどの鳥も森に住んでいる。これらのヒグマの中には、部分的に白や銀に変色した体毛を持つ個体も存在する。
クリルアイランドボブテイルという猫が生息している。これはジャパニーズボブテイルに似た短い尾を持つ突然変異種の猫で、ロシアの猫種登録団体からの認定も既に受けている。

## 住民
近代以前の千島列島には、主にアイヌなどが居住していた。先住民はさらに千島アイヌと道東アイヌとに分かれており、北東側の占守島から新知（シムシル）島までは千島アイヌが住む領域であり、南西側の武魯頓（ブロトン）島より南側は道東アイヌが居住していた。
近代以降に日本とロシアは競って千島列島への侵略を進め、日本人（和人）やロシア人が徐々に島々へ入植した。

### 日本の領有時代
1855年、日本とロシアとが日露和親条約を結んだ。これにより択捉島より南の4島は日本の領土、得撫島より北の21島はロシアの領土となった。
1875年、日本とロシアとが樺太千島交換条約を結び、千島列島の全島が日本の領土となった。この条約によって、樺太および千島列島の先住民であったアイヌは、3年以内に自身の国籍について日本国籍かロシア国籍かを選ぶことを強要された。さらに千島列島のアイヌがロシア国籍を選んだ場合、千島および日本領から退去してロシア領へ移住することを余儀なくされた。
以後、1945年のソ連による占領までは千島列島は日本の統治下にあり、日本国民が居住していた。
1945年（昭和20年）8月15日時点で、人口は北方四島の範囲で17,291人であった。

### ロシアの領有以後
1945年から現在まではロシア（ソビエト連邦 → ロシア連邦）が統治(占領)し、ロシア国民（露: россияне）が居住している。
現在では、島々のうち択捉島、国後島、色丹島、幌筵（パラムシル）島の4島には定住人口があるが、他の島々は民間人が定住しない無人島である。ただし、ロシア軍や灯台の関係者がいくつかの島に滞在している。
2010年のロシアの国勢調査によると、クリル列島（千島列島）全域の総人口は18,735人であった。近年は幌筵島、択捉島で人口が引き続き減少する一方、国後島は減少から増加に転じていたという。各島の人口は以下であった。
- 幌筵島（北クリル管区）に2,381人（セベロクリリスク（柏原）に2381人）
- クリル管区（択捉島）に6,064人（管内のクリリスク（紗那村）に1,666人）
- 南クリル管区（国後島、色丹島）に10,290人（管内のユジノクリリスク（古釜布）に6,617人）となっている[20]。2010年の国勢調査による

2016年の同国の調査では、クリル列島のうち南クリル諸島（北方四島）の人口が16,668人であった。
2018年の同国の調査では、南クリル諸島の人口が18,010人であった。
| 名称     | 人口（1945年） | 人口（2016年） | 人口 (2018年) |
| -------- | -------------- | -------------- | ------------- |
| 択捉島   | 3,608 人       | 5,937 人       | 6,049 人      |
| 国後島   | 7,364 人       | 7,817 人       | 8,531 人      |
| 色丹島   | 1,038 人       | 2,917 人       | 3,070 人      |
| 歯舞群島 | 5,281 人       | 0 人           | 0 人          |
| 合計     | 17,291 人      | 16,668 人      | 18,010 人     |

## 歴史

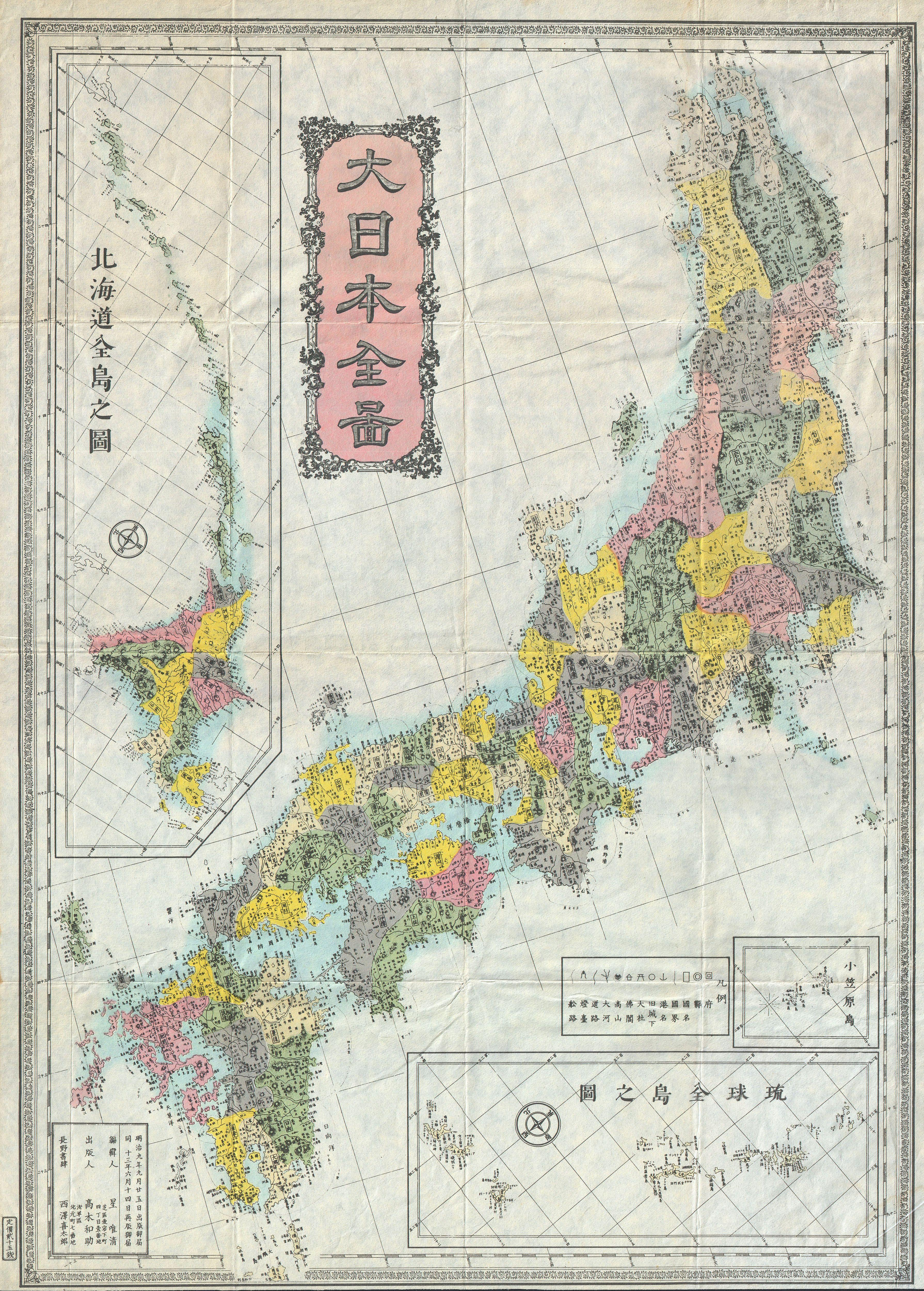
1880年代、明治に作成された日本地図 。千島列島は日本に属していった。

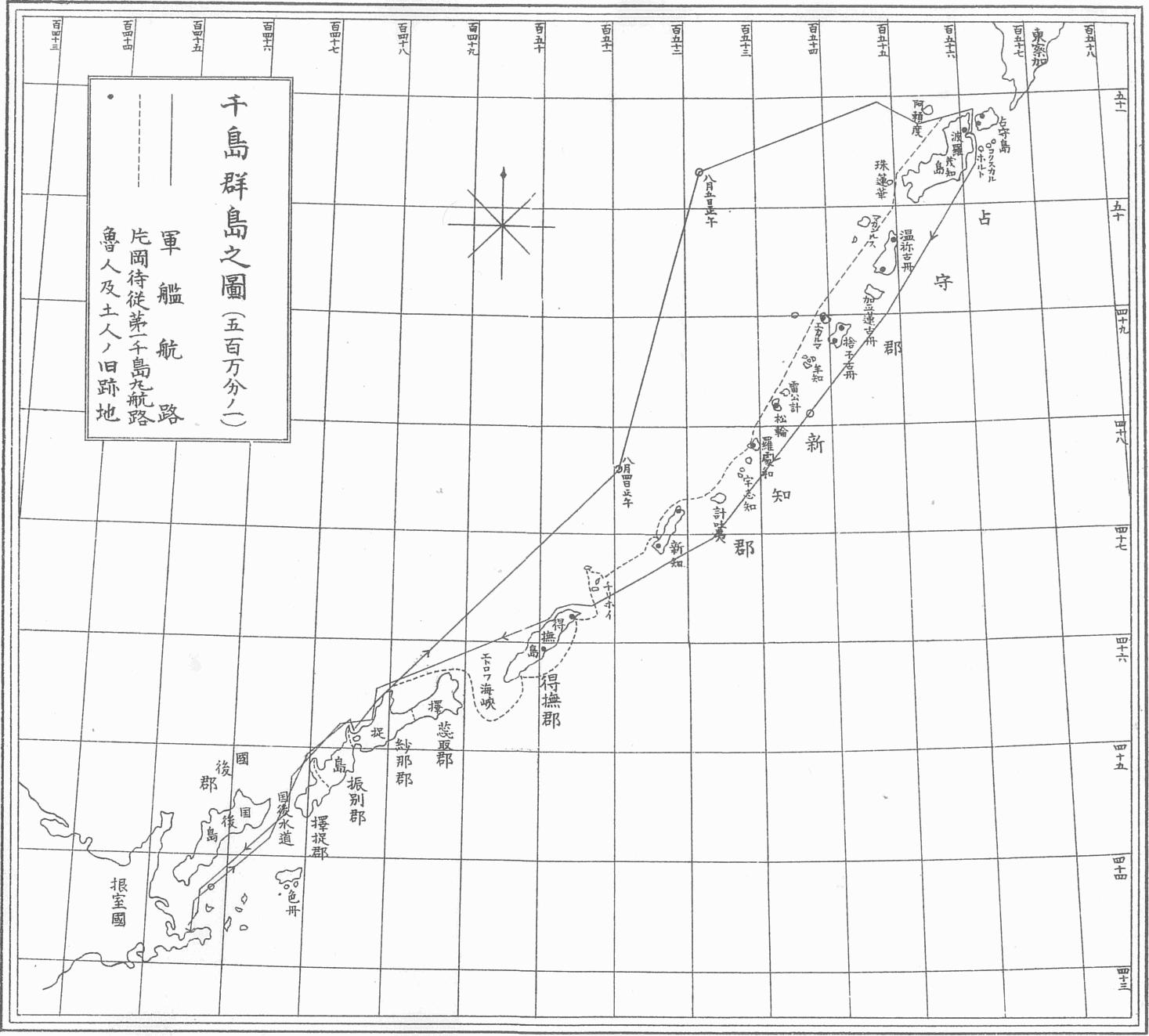
笹森儀助の千島探検行程図(1915年以前)

室町時代（15世紀）までにアイヌが進出。彼らは主に道東アイヌの領域の北方領土と得撫郡以南、千島アイヌの領域の新知郡の羅処和島や占守郡の幌筵（パラムシル）島、占守島などに居住していた。

### 第二次世界大戦まで
千島アイヌの領域
江戸時代には、チュプカ諸島と呼ばれた。占守郡および新知郡に相当する地域である。日露和親条約や樺太・千島交換条約などの条約で定義されるクリル列島に含まれる。ロシア帝国侵出（南下政策）による領有以前には、千島アイヌが先住していた。
- 1643年　オランダ東インド会社所属の地理学者マルチン・ゲルリッツエン・フリースが上陸。得撫島においては千島アイヌと交流する。
- 1711年 　ロシアの囚人兵らがカムチャツカ半島から占守郡の占守島に侵攻。占守島では千島アイヌとの交戦があった。
- 1713年 　ロシア人のダニラ・ヤコヴレヴィチ・アンツィフェーロフとイワン・ペトロヴィチ・コズイレフスキー（ロシア語版）が、占守郡の幌筵島に上陸して激しく抵抗する千島アイヌを武力で制圧し、幌筵島を占領した。その後、過酷な毛皮税が課された。
- 1745年（延享2年）5月、竹内徳兵衛ら多賀丸の漂流民11名が占守郡の温禰古丹島に漂着。
- 1766年（明和3年） - ハンガリー人のモーリツ・ベニョヴスキーがロシア帝国による千島列島南下（南下政策）を警告、次第に幕府や学者は「北方」に対する国防を唱えるようになる。
- 1804年（文化元年）旧暦7月18日、継右衛門ら慶祥丸の漂流民6名がの占守郡の幌筵島東浦に漂着。
- 1872年（明治5年） - 占守郡・捨子古丹島の火山が噴火し、出猟中の千島アイヌ13名が死亡。
- 1872年（明治5年）以降 - イギリスなどの船が入り込み、ラッコやオットセイの狩猟を開始する。
- 1875年（明治8年） - 樺太・千島交換条約によって樺太全島とクリル諸島（得撫島以北）が交換され、日本領となる。
- 1884年（明治17年） - イギリス人H.J.スノーが千島列島の測量を行い地図を作製する。同年、生活物資の補給が困難であることと国防上の問題があることから、日本の官吏が説得の上千島アイヌを無人島色丹島に移住させた（『千島巡航日記』）。ただし、慣れない生活と風土のため、千島アイヌの人口は激減した。
- 1893年（明治26年） - 千島報效義会の会員が占守郡の占守島、幌筵島、捨子古丹島にて越年。幌筵島1名、捨子古丹島9名全員が死亡。
- 1917年（大正6年） - 日本海軍水路部が千島列島全沿岸部の測量を終了[21]。
- 1922年（大正11年）から1936年（昭和11年）、ワシントン海軍軍縮条約により要塞化は禁止された。
1875年（明治8年）から日本領となっていたが、とりわけて防備は行われていなかった
- 1940年（昭和15年）、日本陸軍によって占守郡の幌筵島に北千島臨時要塞が建設され、海軍も幌筵島、新知郡の松輪島に逐次、飛行場を整備していった。
- 1941年（昭和16年）6月以降、陸軍は占守郡に展開する兵力を1個連隊規模へ増強し、新知郡にも部隊を配備した。海軍は第五艦隊を改めて編成し、千島列島から小笠原諸島までの日本本土東海の警備を担当させた。

道東アイヌの領域

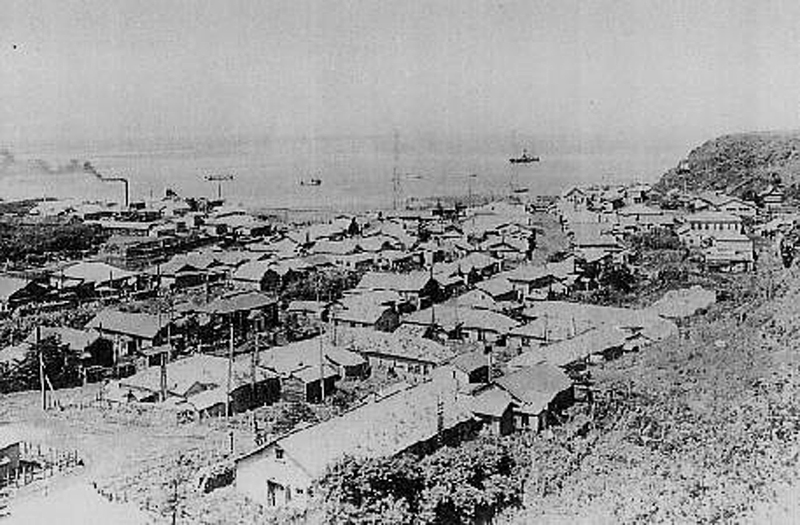
択捉島の紗那村。昭和初期の紗那(手前は村立病院、左奥が択捉水産の工場、中央は郵便局の無線塔)、1945年以前

得撫郡と北方領土（国後島、択捉島）に相当する地域。得撫郡は日露和親条約や樺太・千島交換条約などの条約で定義されるクリル列島に区分され、択捉島以南は北方四島に区分される。和人社会には室町時代からラッコ皮の産地として知られ、江戸時代には松前藩領や幕府直轄領となり、本州以南に準じ郷村制が敷かれ、アイヌの有力者はオムシャで役蝦夷に任命され村政を担っていた（江戸時代の日本の人口統計も参照）。
- 1643年　オランダ東インド会社所属の地理学者マルチン・ゲルリッツエン・フリース上陸。測量図を作る。
- 1661年 - 択捉島に伊勢国の七郎兵衛の船が漂流した。アイヌ人たちの助けで国後島を経て蝦夷（北海道）へ渡り、1662年（寛文元年）に江戸へ帰った。
- 1700年（元禄13年） - 松前藩は千島列島を含む蝦夷地の地名を記した松前島郷帳を作成し、幕府に提出
この郷帳には北海道本島からカムチャツカ半島までが記載されている[22]。
- 1715年（正徳5年） - 幕府に対し、松前藩主は「十州島、唐太、千島列島、勘察加」は松前藩領と報告。
- 1731年（享保16年） - 国後・択捉の首長らが松前藩主のもとを訪れ献上品を贈る（城下交易、ウイマムとも）。
- 1754年（宝暦4年） - 松前藩は国後・択捉・得撫の三島を版図とする国後場所を開いた（場所請負制も参照）。
- 1766年（明和3年） - ロシア人が初めて得撫島以南に到達した。得撫島ではイワン・チョールヌイ（ロシア語版）が率いる一団が一時的に居住を始め、多数のアイヌ女性を集めハーレムを作り現地のアイヌを酷使しラッコ猟を行うようになる。数年後撤退。
- 1770年代 - ロシア人が通商を求め得撫島や択捉島、国後島などに、さらには1778年（安永7年）北海道・霧多布にまで来航する。
- 1772年（明和9年） - 得撫郡で道東アイヌと得撫島に逃れた千島アイヌが蜂起。ロシア人21名を討取り、勘察加へ追放。
- 1786年（天明6年） - 幕府が最上徳内を派遣し、国後場所の択捉島と得撫島の調査を実施。その結果、択捉島には帰国できなくなった3名の在留ロシア人が滞在しアイヌの中にロシア正教を信仰する者がいたことが分かった。[要出典]、1791年（寛政3年）在留ロシア人、択捉島から帰国。同年、最上徳内は再度択捉島と得撫島を訪れている。
- 1789年（寛政元年） - 労働環境と商取引に不満を抱いた国後場所のアイヌが蜂起する（クナシリ・メナシの戦い）。後に乱の平定に尽力したアイヌ乙名（お味方蝦夷）を題材とする夷酋列像が描かれた。
- 1798年（寛政10年） - 幕府による北方探検が大規模に実施され、近藤重蔵が択捉島に「大日本恵登呂府」の標柱を建てる。
- 1799年（寛政11年） - 幕府が千島を含む東蝦夷地を上知、幕府直轄の公議御料とする。高田屋嘉兵衛が択捉航路（北前船）を開拓する。
- 1801年（享和元年） - 富山元十郎と深山宇平太を得撫島に派遣し、日本領であることを示す「天長地久大日本属島」の標柱を建てる。
この頃、蝦夷地の経営を強化していた日本とロシアの間で、千島方面における国境画定が問題化してくる。得撫島には既に17人の在留ロシア人が居住していたため、幕府は標柱を建てるとともに退去を求めている。
- 1805年 - 在留ロシア人、得撫島から帰国。
- 1806年（文化3年）
  - この年以降、幕吏たちが南部・津軽の足軽、通辞、番人、アイヌたちとともに毎年得撫島の警固を実施。
  - 文化露寇。ロシア人ニコライ・アレクサンドロヴィッチ・フヴォストフ（ロシア語版）が樺太や択捉島などを襲撃・略奪する。
- 1811年（文化8年） - 国後島でロシア艦を拿捕、ヴァシーリー・ゴロヴニーンを捕え、松前で拘禁する（ゴローニン事件）。
- 1854年（嘉永7年）千島列島、全樺太島やカムチャッカ半島までも明記した「改正蝦夷全図」なる（加陽・豊島　毅作）。
- 1855年（安政元年） - 日露和親条約が締結され、択捉島以南を日本領として画定。得撫郡を喪失。樺太については国境を定めず、先送りとした。
- 1875年（明治8年） - 樺太・千島交換条約によって得撫郡が日本領に復帰する。
- 1940年（昭和15年）、海軍は、択捉島に逐次、飛行場を整備していった。
- 1941年（昭和16年）6月の独ソ戦開戦以降、陸海軍共に実質的な部隊配備を始める。陸軍は択捉島などにも部隊を配備した。海軍は第五艦隊を改めて編成し、千島列島から小笠原諸島までの日本本土東海の警備を担当させた。
11月、択捉島単冠湾に海軍の空母6隻を含め軍艦30隻からなる機動部隊が秘密裏に集結し、真珠湾攻撃のためハワイへ向け出港した。

### 太平洋戦争戦中と終戦後
太平洋戦争中、北から侵攻するであろうアメリカ軍に備えるため、占守郡の幌筵島には柏原（ロシア名セベロクリリスク）の高台を含め、日本軍の飛行場や地下に掘られた病院が造られていた。現在、どの場所も廃墟や残骸が残るのみである。
- 1943年（昭和18年）のアッツ島守備隊の玉砕とキスカ島守備隊の撤退により占守郡は対米防衛の最前線となり、既配置部隊にキスカ島撤退部隊及び内地からの増強部隊を合わせて、陸軍の北千島守備隊は師団規模に増強され、新知郡や得撫郡、北方四島にも兵力の増強が行われた。海軍は第五艦隊を支援するため第十二航空艦隊を創設、そして第五艦隊と第十二航空艦隊を統括指揮する北東方面艦隊を編成した。7月、アメリカ軍は奪還したアッツ島に設営した飛行場へ第11空軍 (アメリカ軍)を進出させ、日本軍施設がある占守郡の幌筵島などへのB-24 (航空機)、B-25 (航空機)による空襲が始まり次第に激しさを増す。
- 1944年（昭和19年）千島方面防衛のため、陸軍は第27軍司令部を択捉島に新設し、占守郡には戦車第11連隊を含む兵力が増強される。既配置の部隊と増強部隊を合わせて、占守郡では占守島と幌筵島に第91師団が編成される。新たに、温禰古丹島に海上機動第3旅団を、新知郡に第42師団を、択捉島に海上機動第4旅団と独立混成第43旅団を、国後島に独立混成第69旅団を編成した。海軍の第五艦隊は南方作戦に参加し、そのまま転属となって北東方面艦隊は解隊したが、第十二航空艦隊は終戦まで千島、樺太方面の警戒にあたった
- 1945年（昭和20年）に入ると本土決戦準備のため、2個の海上機動旅団、陸軍航空部隊と海軍部隊のほとんどが内地に転用される。この転用での海上移動中に多くの部隊が、米軍による空襲、潜水艦の魚雷攻撃、艦砲射撃等で損害を受けている。終戦時、占守郡の占守島及び幌筵島に第91師団、新知郡の松輪島に独立混成第41連隊、得撫郡の得撫島に独立混成第129旅団、北方四島（択捉島、国後島、色丹島、歯舞群島）に第89師団が配置されていた。
- 1945年（昭和20年）8月14日 - 日本政府がポツダム宣言を受諾して無条件降伏（日本の降伏）。その直後の8月15日にソ連極東軍司令官アレクサンドル・ヴァシレフスキーは千島占領命令を下す[23]。

8月18日にはカムチャツカ半島のロパトカ岬から砲撃が開始され、同時に、ペトロパブロフスク・カムチャツキーから出撃した赤軍・第二極東軍が占守郡の占守島に上陸、日本軍・第五方面軍第91師団と交戦した。8月21日に停戦したが、4日間の戦闘でソ連側が1,567名、日本側が1,018名の死傷者（ソ連側資料）を出した。日本側資料ではソ連側が約3,000名、日本側が約600 - 700名の死傷者とされている。
スターリンは占守島を1日で占領し、余勢を駆って北海道の東半分（留萌から釧路を結ぶ線）を占領する予定であったが、予想外の抵抗を受けた（日本降伏直後、スターリンはトルーマンへの電報の中で、ソ連軍による千島列島と北海道北半分の占領作戦準備を始めたが、北海道に関してはヤルタ協定に含めていなかったため、トルーマンに拒否された）。占守島の日本軍武装解除は8月23日と24日に行われた。千島の攻略は樺太を見ながら行い、8月26日に新知郡の松輪島を、8月28日から8月31日に得撫島を占領したが、第二極東軍は択捉島に一度近づきながら、その先に進まなかった。

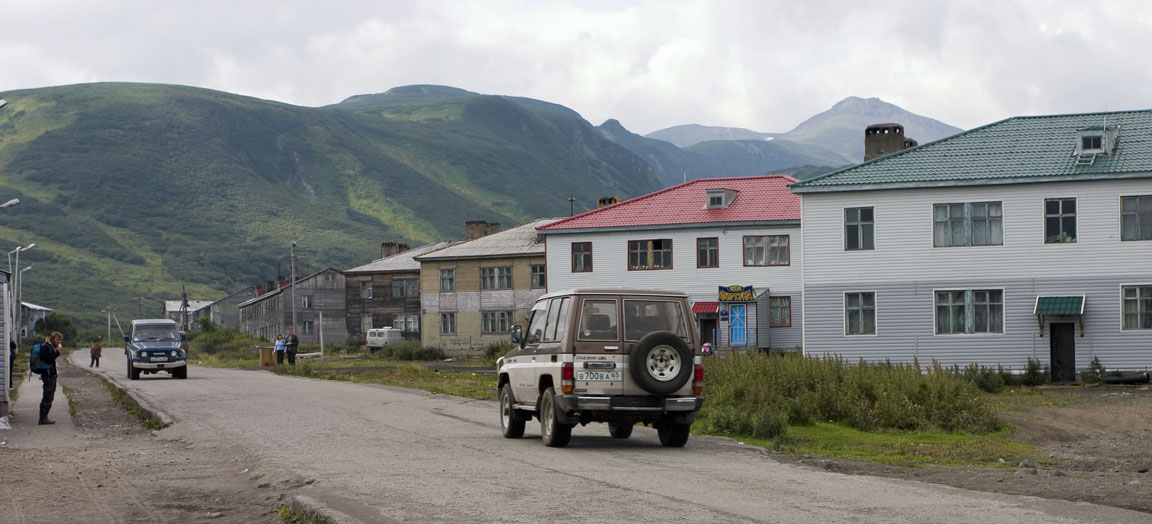
幌筵島の柏原（セベロクリリスク）のメインストリート

択捉島以南（北方四島）の占領は、8月28日に樺太制圧が終了した第一極東軍を転用した。南千島占領部隊は8月26日に大泊を出航し8月29日に択捉島を占領、9月1日に国後島と色丹島に上陸し、9月2日に日本が正式に降伏する間も軍を進めたが、両島の制圧には9月4日まで費やした。9月5日に歯舞群島を占領して一連の計画は完了したが、占守島侵攻で時間を費やさなかったら北海道本島も侵略されていたと見る者もいる。
ソ連占領地域は北海道本島との交通を遮断され、千島列島住民は本土への帰還ができなくなり、駐屯していた日本軍は武装解除の上、スターリンの指示でシベリアの収容所に連行された（シベリア抑留）。また、ソ連は占領地にロシア人を送り込み、日本住民の個人資産を次々に接収していった。アイヌを含む千島住民の一部は残留の強い働きかけを受けたものの、1947年（昭和22年）にほぼ全員が本土へ引き揚げることとなった。朝鮮籍の住民は日本引き揚げを認められず、彼らと結婚したものなど一部残留を希望する日本人は引き揚げず、後にサハリン（樺太）に移送されて在樺コリアンとなった。

### 現在

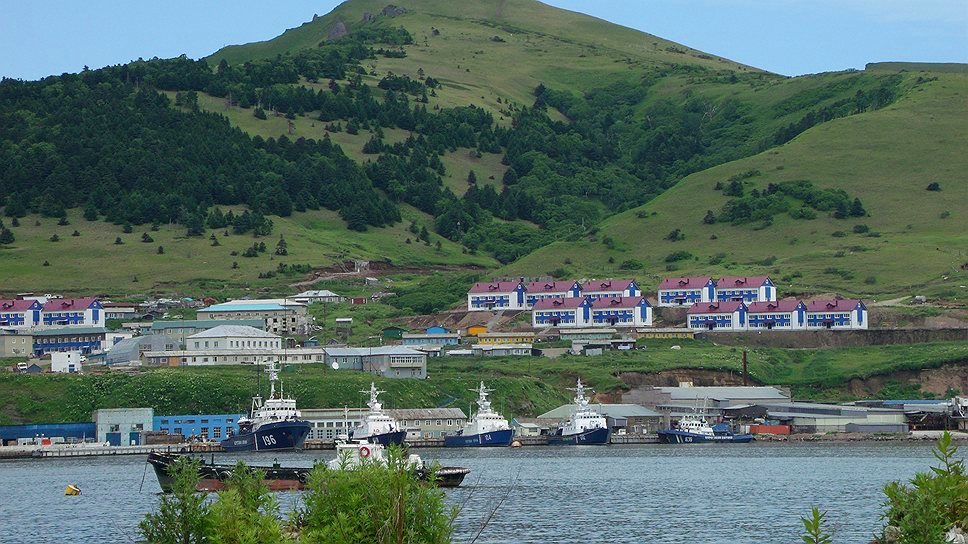
色丹島の中心集落斜古丹（マロークリリスク）

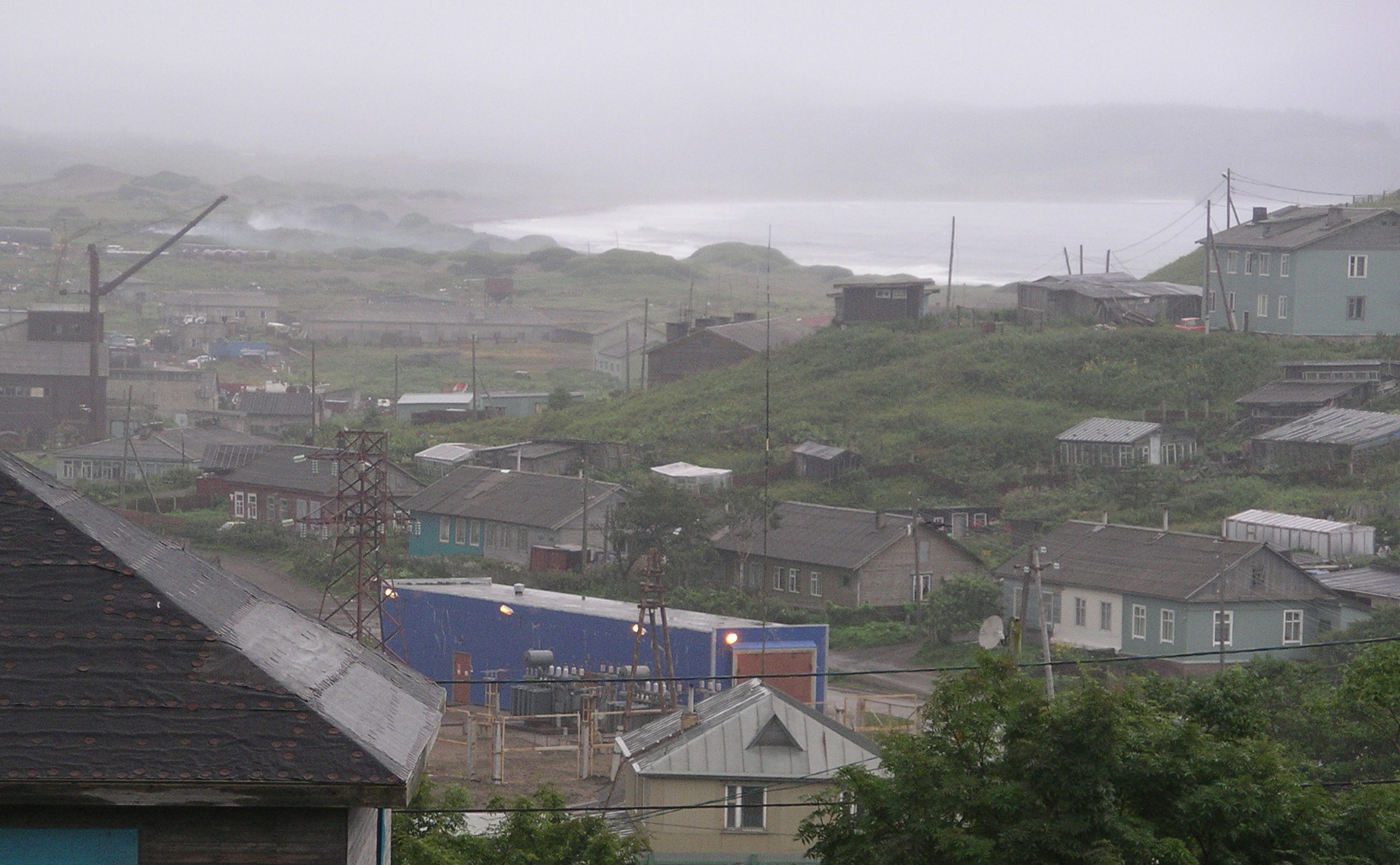
国後島の古釜布（ユジノ・クリリスク）の町並み

- 1951年（昭和26年） - サンフランシスコ講和（平和）条約が発効。同条約では千島（クリル）列島の放棄を明記されたが、引渡先の記載はない。また、ソビエト連邦（継承国家はロシア連邦）も同条約に署名していない。日ロ両国間において今なお平和条約が締結されておらず、このため国際法上日ロ国境が未画定のままとなっている。また、サンフランシスコ講和条約に定義される千島（クリル）の範囲と領土帰属に対して、日本とロシアの主張に差異がある。

ソ連が崩壊した後に成立したロシア連邦が、現在も実効支配している。
2010年3月31日まで北方四島のほか、得撫島以北の得撫・新知・占守の三郡についても札幌国税局管内の根室の税務署管轄とされていたが、2010年（平成22年）4月1日に「北海道総合振興局及び振興局の設置に関する条例（平成21年3月31日公布）」 と「財務省組織規則の一部を改正する省令（平成21年10月26日 財務省令第67号）」 により、得撫島以北の得撫・新知・占守の三郡については法令上も消滅した。

## 4島を含むか否かの議論
千島列島（クリル列島）の南西部に位置する得撫（ウルップ）島よりもさらに南西側には、択捉（エトロフ）島、国後（クナシリ）島、色丹（シコタン）島および歯舞（ハボマイ）群島の4島がある。
この4島は現在ロシア連邦が実効支配しているが、日本政府も領有権を主張しており、両国間の領土問題となっている。詳細は「北方領土問題」記事を参照。

### 呼称
日本ではこれら4島を「北方地域」「北方四島」「北方地域」「南千島」 などと呼ぶ。
ロシアではこれら4島を「南クリル諸島（露: Южные Курильские острова）」と呼ぶ。また色丹島と歯舞群島の2島を「小千島列島」とも呼ぶ。

### 両国での主張
日本政府は「北方四島は千島列島に含まれない（北海道の属島である）」と主張している。
ロシア政府は「南クリル諸島はクリル列島に含まれる」と主張している。
また英語圏では「4島はクリル列島に含まれる」と認識する記述がみられる。

### 北方四島を含むか否かの意義

#### サンフランシスコ平和条約
日本は第二次世界大戦に敗北し、1951年（昭和26年）9月8日に連合国諸国との講和条約であるサンフランシスコ平和条約を締結した。同条約によって日本は『千島列島』を放棄した。
そのため、もし4島が『千島列島』に含まれる場合には、日本は4島の領有権を放棄したことになる。一方で含まれない場合には、日本は領有権を放棄していないことになる。
その「千島列島を放棄する」旨の文言について、日本国政府は1951年当時、『千島列島』の範囲には国後島・択捉島が含まれると説明している 。一方で、「色丹島および歯舞諸島は北海道の一部を構成する"属島"」 と解釈している。
しかし、この説明は1956年2月に撤回され 、日本国政府は「サンフランシスコ平和条約にいう千島列島のなかにも（国後島と択捉島の）両島は含まれない」と述べた。
以降、2024年現在まで日本政府は「北方四島は千島列島には含まれず、日本は放棄していない」と主張している。
ただし、ソビエト連邦および現ロシア連邦はそのサンフランシスコ平和条約への署名を拒否し、調印していない。

## 領土問題
日本政府は上述のように「サンフランシスコ講和（平和）条約に定義される千島列島は、日露和親条約や樺太・千島交換条約で定義される千島列島（得撫島以北）を指す」と主張しており、択捉島以南の4島（北方四島、北方領土、北方地域）について、ロシア政府に対して繰り返し返還を求めている。
また、4島以外の千島列島については同政府は積極的な返還交渉はおこなっていないものの、「ソビエト連邦（ソ連）がサンフランシスコ講和条約に調印しておらず、その領有権の帰属先を定める国際法が存在していないことから、北方四島以外の千島列島の帰属は未確定であり、最終的な帰属は日ロ間の平和条約締結など将来の国際的解決手段に委ねられる」と主張している。
ただし、4島以外の千島列島をロシアが実効支配していることについて、2005年（平成17年）に日本の内閣総理大臣であった小泉純一郎が「それらの島はすでに日本が領有権を放棄し、またロシア以外のいかなる国の政府も領有権の主張を行っていないことから、日本政府は異議を唱える立場にはない」と答弁している。
なお、冷戦下の1952年3月20日に、サンフランシスコ講和条約の当事国であるアメリカ合衆国上院は、「同年4月28日に発効するサンフランシスコ平和条約では、ソビエト連邦への千島列島の領土、権利、権益の引き渡しを決めたものではない」とする決議を行っている。
一方ロシア（旧ソ連）は、サンフランシスコ講和条約において得撫島以北の千島列島だけの放棄を明記してはいないことや、ヤルタ会談を根拠として、「ソ連による全千島の領有は戦争の結果であり、また既にソ連国内法により編入されている」と主張しているが、日本政府は「ヤルタ会談での秘密協定は国際法違反である」と主張している。

### 日本の各政党による主張
現在の日本共産党は、「全千島列島が樺太・千島交換条約で平和裏に日本の領土になった経緯から、カイロ宣言が念頭にしている戦争によって獲得した地域には当たらない」ことと、「大西洋憲章等の連合国の領土不拡大原則に反しない」こと、「ソ連がサンフランシスコ講和条約に調印していないこと」をもって、「全ての千島列島が日本に返還されるべきである」と主張している 。また色丹島と歯舞諸島はヤルタ協定では言及されていない「北海道の一部」であると主張している。なお、日本共産党の北方領土を含む千島列島問題に関する姿勢は一貫しておらず、全千島列島をソ連領としたり、歯舞・色丹の二島の返還を主張していた時期もあった。
かつて野党第一党であった日本社会党(現在の社民党)は千島列島全島だけでなく南樺太も日本領であると主張していた。